# Why Mrs. Jones Got a Divorce
Why Mrs. Jones Got a Divorce ist ein US-amerikanischer Stummfilm aus dem Jahr 1900 aus den Black Maria Studios. Der Film wurde am 17. Januar 1900 veröffentlicht.

## Filminhalt
Mr. Jones kommt nach Hause und lässt sich von seiner Hausangestellten herzen, allerdings hinterlässt sie dabei ihre mehligen Fingerabdrücke vom Brotbacken auf seiner Jacke. Als Mrs. Jones die Küche betritt und die Flecken entdeckt, stülpt sie Mr. Jones die Teigmasse über den Kopf und verlässt aufgebracht die Küche.

## Hintergrundinformationen
Der Film ist die Fortsetzung des Films Why Jones Discharged His Clerks, der wenige Tage zuvor veröffentlicht wurde. Über die Darsteller des Films oder den Regisseur ist nichts bekannt.